# Асен Николов (футболист)
Вижте пояснителната страница за други личности с името Асен Николов.
Асен Руменов Николов – Бебèто е български футболист, полузащитник.

## Биография
Роден е на 5 август 1976 г. в Пловдив. Юноша на Марица (Пловдив). Висок е 170 см и тежи 72 кг. Играл е за Марица, Левски (София), Славия, Туран (Товуз, Азърбайджан) и Партизан (Белград, Сърбия). В евротурнирите за Левски е изиграл 6 мача и е вкарал 1 гол (3 мача за КЕШ и 3 мача и 1 гол за КНК. От есента на 2007 г. ще играе за ФК Баку (Азърбайджан). Шампион на България през 2000 и 2001 с Левски, вицешампион през 1998 и 1999 г. и носител на купата на страната през 1998 и 2000 г. Има 1 мач за националния отбор.

## Статистика по сезони
- Марица – 1994/95 - Южна Б група, 16 мача/4 гола
- Марица – 1995/96 - Б група, 23/5
- Марица – 1996/97 - A група, 26/4
- Левски (София) – 1997/98 - A група, 27/4
- Левски (София) – 1998/99 - A група, 19/0
- Левски (София) – 1999/00 - A група, 12/1
- Левски (София) – 2000/01 - A група, 7/0
- Левски (София) – 2001/ес. - A група, 3/0
- Славия – 2002/пр. - A група, 18/5
- Славия – 2002/03 - A група, 23/4
- Славия – 2003/04 - A група, 25/4
- Славия – 2004/ес. - A група, 2/0
- Туран – 2004/05 - Юксак Лига, 27/11
- Туран – 2005/06 - Юксак Лига, 21/3
- Партизан – 2006/ес. - Сръбска Първа Лига, 2/0
- Баку – 2007/08 - Юксак Лига